# Gueto de Lublin
Gueto de Lublin foi um gueto criado em 1941 na cidade polonesa de Lublin pela Alemanha Nazista. Situado no território do Governo Geral da Polônia ocupada, seus habitantes eram na maior parte judeus, embora um número de romenos também estivesse presente. Em 1942, o Gueto de Lublin foi um dos primeiros estabelecidos pelos nazistas a ser "liquidado".

## História
Em 1940, o Líder de Polícia e das SS Odilo Globocnik (cujo comando de distrito estava situado próximo a uma reserva judaica) forçou os judeus de Lublin a concentrarem-se no quarteirão judaico da cidade, decisão baseada em sua antipatia pessoal contra a localização das moradias destes. Antes da criação do gueto propriamente dito, ocorrida em 24 de março de 1941, dez mil judeus haviam sido expulsos de Lublin e realocados para a região rural da cidade.
A expulsão e isolamento em guetos de março de 1941 foi decidido quando as tropas da Wehrmacht, em preparação para a invasão da União Soviética, requisitaram alojamentos próximos à fronteira entre os territórios da Alemanha Nazista e a União Soviética. O gueto, o único no distrito de Lublin, foi situado na área de Podzamcze, a partir do Portão de Grodza (à época chamado de "Portão Judeu", por demarcar os limites entre os quarteirões judaicos e não-judaicos da cidade), juntamente com as ruas Lubartowska e Unicka e indo até os limites da rua Franciszkańska. Diversos membros de partidos políticos judeus, como o Bund, foram aprisionados no Castelo de Lublin, prosseguindo com suas atividades às escondidas.
Na época de sua criação o gueto continha 34,000 judeus e um número desconhecido de romenos. Quando a guerra chegou ao fim, praticamente todos eles estavam mortos. Os alemães haviam implementado uma cota de deportação de 1,400 pessoas por dia, e a maioria, em torno de 30,000, foi enviada para o campo de extermínio de Belzec, alguns através do Gueto de Piaski, entre 7 de março de 11 de abril de 1942. As outras 4,000 pessoas foram a princípio transferidas para o Gueto de Majdan Tatarski (um gueto secundário estabelecido nos subúrbios de Lublin) e então assassinadas ali ou mandadas para o campo de concentração de Lublin. Os moradores remanescentes do gueto ainda detidos pelos alemães foram executados nos campos de Majdanek e Trawniki como parte da Aktion Erntefest em 3 de novembro de 1943. À época da liquidação do gueto, Joseph Goebbels, ministro de propaganda da Alemanha, escreveu em seu diário: 
| “ | O procedimento é deveras bárbaro, e não deve ser descrito aqui em detalhes. Não restará muito dos judeus. | ” |

Após liquidarem o Gueto de Lublin, as autoridades alemãs empregaram trabalho escravo de detentos do campo de Majdanek para demolir e desmantelar a área do antigo gueto, incluindo as áreas vizinhas da vila de Wieniawa e do distrito de Podzamcze, e em um ato simbólico explodiram a Sinagoga de Maharam (construída no século XVII em honra a Meir Lublin). Desta forma, eles terminaram de eliminar séculos de cultura e sociedade judaica em Lublin — em 1939 os judeus formavam em torno de um terço da população total da cidade.
Alguns poucos indivíduos conseguiram escapar da liquidação do Gueto de Lublin, chegando ao Gueto de Varsóvia e trazendo com eles notícias da destruição. As evidências testemunhais convenceram alguns judeus da Varsóvia que a intenção dos alemães era, de fato, exterminar toda a população judaica na Polônia. Outros, no entanto, incluindo o chefe do Judenrat local, Adam Czerniaków, consideraram os relatos de assassinatos em massa um "exagero". No total, apenas 230 judeus de Lublin sobreviveram à ocupação alemã.

## Galeria

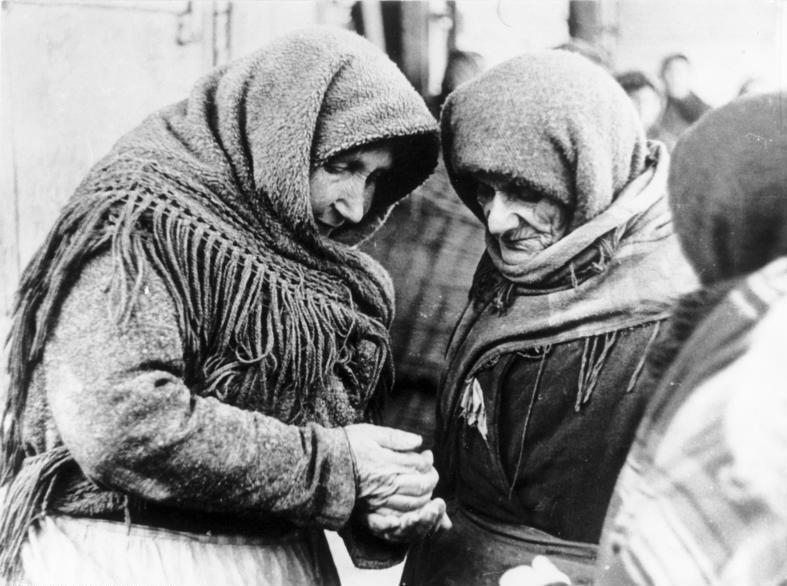
Judias de Lublin, dezembro de 1939
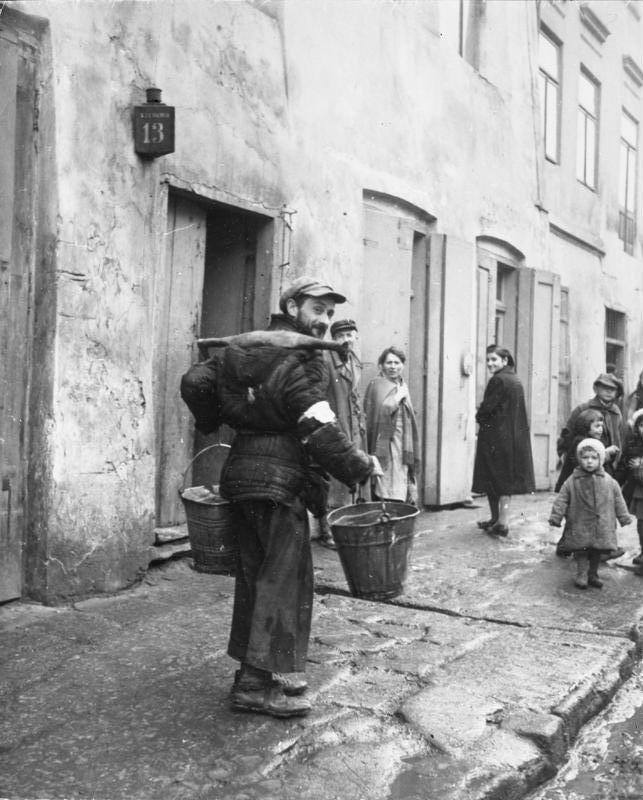
Moradores judeus de Lublin, dezembro de 1940
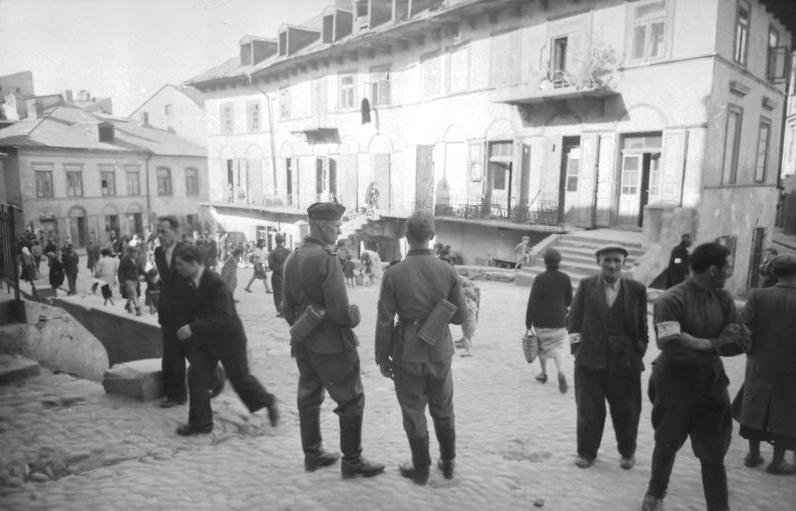
Soldados alemães no Gueto de Lublin, maio de 1941